# داگلاس ۲۶۸۴
سیارک ۲۶۸۴ (به انگلیسی: 2684 Douglas، نامگذاری:1981AH1) دو هزار و ششصد و هشتاد و چهارمین سیارک کشف شده‌است که در ۳ ژانویه ۱۹۸۱ کشف شد.
قدر مطلق سیارک برابر ۱۱٫۶۰ است.